# ميلان ستيبانوف
ميلان ستيبانوف (بالصربية: Милан Степанов)‏ (مواليد 2 أبريل 1983 في نوفي ساد - يوغوسلافيا) لاعب كرة قدم صربي يلعب حاليا لصالح نادي الدرجة الأولى مالقا الإسباني منذ 2009 في مركز قلب الدفاع . .

## مسيرته الكروية
لعب ميلان ستيبانوف خلال مسيرته الاحترافية مع 8 أندية في سبعة عشر موسمًا وسجل خلالها 11 هدفًا ضمن 226 مباراة. حيث فاز في موسم واحد بالكأس وفي موسمين بالدوري.
خاض ميلان ستيبانوف مسيرته مع نادي فويفودينا في موسم 2000–01 في المرة الأولى ليلعب معه ستة مواسم ثم في موسم 2015–16 لمدة موسم واحد، مشاركًا طوالها في 105 مباراة سجل خلالها 6 أهداف. ثم انتقل إلى نادي طرابزون سبور في موسم 2005–06 ولمدة موسمين، حيث شارك في 37 مباراة سجل خلالها هدفًا واحدًا. لينتقل بعدها إلى نادي بورتو في موسم 2007–08 ولمدة موسمين، مشاركًا في 10 مباريات ولم يسجل أي هدف. ثم انتقل إلى نادي مالقا في موسم 2009–10 لمدة موسم واحد، مشاركًا في 12 مباراة ولم يسجل أي هدف أيضًا. هذا وانتقل لاحقًا إلى نادي بورصة سبور في موسم 2010–11 ولمدة موسمين، مشاركًا في 25 مباراة سجل خلالها هدفين. ثم انتقل بعدها إلى نادي مرسين إيدمانيوردو في موسم 2012–13 لمدة موسم واحد، مشاركًا في 26 مباراة سجل خلالها هدفين أيضًا. ليعود وينتقل من جديد، لكن هذه المرة إلى نادي أومونيا في موسم 2014–15 لمدة موسم واحد، مشاركًا في 6 مباريات ولم يسجل أي هدف.

## روابط خارجية
- ميلان ستيبانوف على موقع الاتحاد الدولي (مؤرشف)  (الإنجليزية)
- ميلان ستيبانوف على موقع الاتحاد الأوربي (الإنجليزية)
- ميلان ستيبانوف على موقع اتحاد تركيا (لاعب) (الإنجليزية)
- ميلان ستيبانوف على موقع قاعدة بيانات كرة القدم.إي يو (الإنجليزية)
- ميلان ستيبانوف على موقع ناشيونال فوتبول تيمز (الإنجليزية)
- ميلان ستيبانوف على موقع Soccerway.com (الإنجليزية)
- ميلان ستيبانوف على موقع عالم كرة القدم.نت (الإنجليزية)
- ميلان ستيبانوف على موقع كووورة
- ميلان ستيبانوف على موقع أوليمبيديا (الإنجليزية)